# 米山大橋

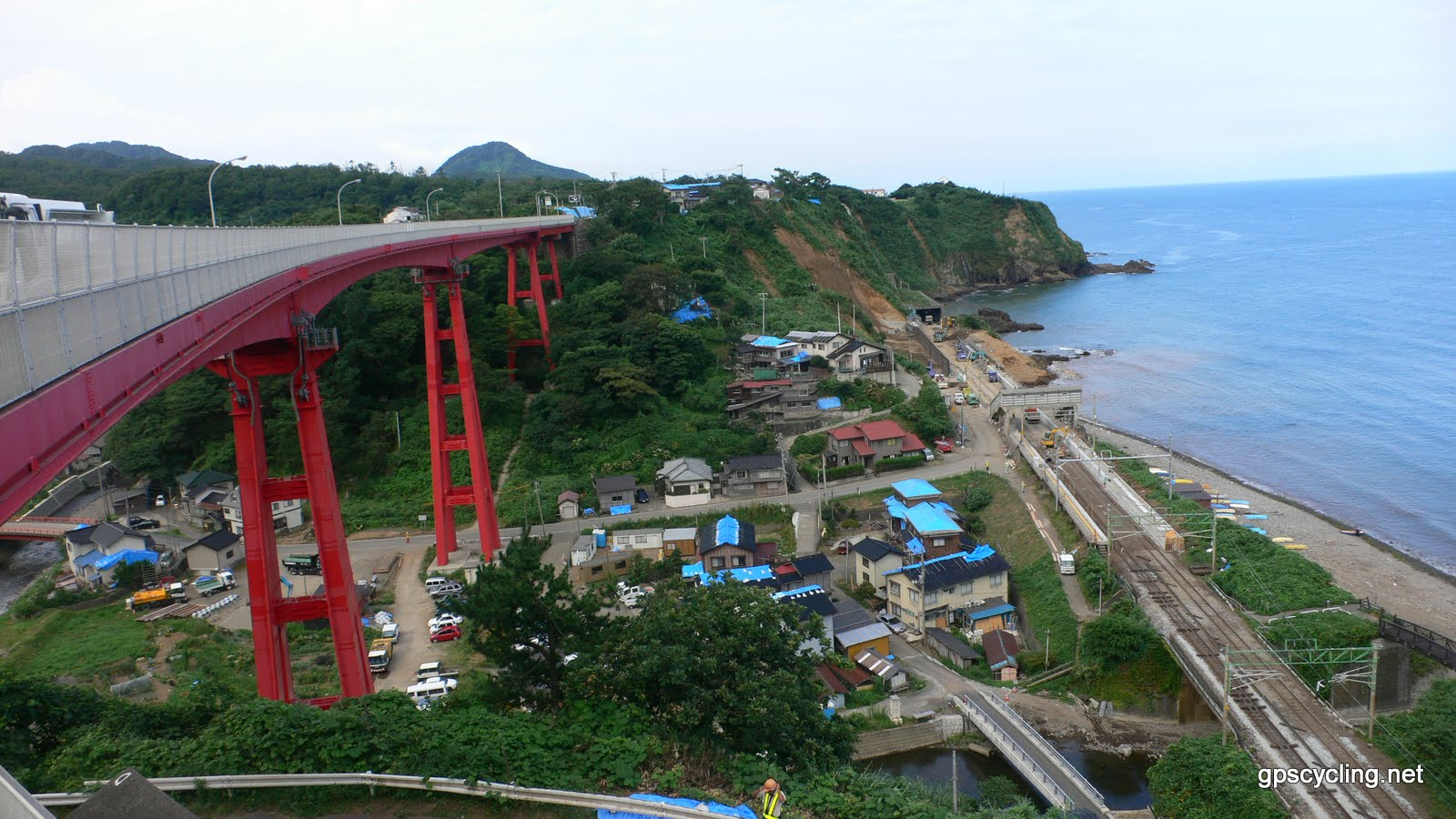
米山大橋と青海川駅

米山大橋（よねやまおおはし）は、新潟県柏崎市の谷根川に架かる国道8号の道路橋梁である。

## 概要
日本海のすぐ脇に架けられており、周囲の景観と組み合わせた朱色の塗色が特徴的である。周辺には遊歩道が整備されており、恋人岬や日本海フィッシャーマンズケープ、柏崎さけのふるさと公園などと併せた観光スポットとなっている。
周辺の約6.2 kmは強風を対象とした事前通行規制区間（特殊通行規制区間）となっており、通行止めとなることがあった。同規制のうち強風を対象としたものは全国でもここが唯一である。
2007年（平成19年）の新潟県中越沖地震では一部損傷を受けたが、大きな事態には至らなかった。
橋の開通前は、国道8号は急斜面を下りてから川を渡るルートだった。